# 木下十四三
木下 十四三（きのした としさぶ、1876年（明治9年）3月20日 - 1942年（昭和17年）1月31日）は、明治末から昭和前期の農業経営者、政治家。衆議院議員、佐賀県三養基郡北茂安村長。

## 経歴
佐賀県養父郡東尾村（養父郡北茂安村、三養基郡北茂安村大字東尾、北茂安町を経て現みやき町東尾）で、農業・木下七三、ナミの二男として生まれる。1897年（明治30年）東京法学院（英吉利法律学校後身、現中央大学）を卒業した。農業を営む。
北茂安村長、所得税調査委員、三養基郡農会長、佐賀県農会副会長、佐賀県会議員などを務めた。
1920年（大正9年）5月の第14回衆議院議員総選挙に佐賀県第3区から立憲政友会公認で出馬して当選し、政友本党に所属し衆議院議員に1期在任した。